# Drnovice (Okrug Vyškov)
Drnovice su selo i središte istoimene općine u okrugu Vyškov, Južna Moravska.
Selo zauzima površinu od 11,96 km² na kojoj, prema popisu stanovništva iz 2014., živi 2.369 stanovnika.
Drnovice se nalaze 4 kilometra zapadno od Vyškova, 26 kilometara istočno od Brna i 203 kilometra jugoistočno od Praga. Smještene su u podnožju Drahanske visoravni i plodne nizine na nadmorskoj visini od 270 do 290 metara nadmorske visine, uz tok potoka Drnůvke.
Selo je poznato i po prvoligašu FK Drnovice, koji domaće susrete igra na svojem stadionu Sportovní areál Drnovice.

## Stanovništvo
Prema popisu stanovništva iz 1930. godine Drnovice su imale 2.101 stanovnika, većine češke nacionalnosti. Trideset godina kasnije, 1960. godine, broj stanovnika se povećao se na 2.157 ljudi, 1069 muškaraca i 1088 žena. Prema popisu iz 2001. u Drnovicama je živjelo 2.186 stanovnika,od čega 1.071 muškaraca i 1.115 žena. 1.712 stanovnika se izjasnilo kao Česi, 424 kao Moravci, 25 kao Slovaci i 4 kao Vijetnamci.
| Broj stanovnika od 1791.                      | Broj stanovnika od 1791. | Broj stanovnika od 1791. | Broj stanovnika od 1791. | Broj stanovnika od 1791. | Broj stanovnika od 1791. | Broj stanovnika od 1791. | Broj stanovnika od 1791. | Broj stanovnika od 1791. | Broj stanovnika od 1791. | Broj stanovnika od 1791. | Broj stanovnika od 1791. | Broj stanovnika od 1791. | Broj stanovnika od 1791. |
| Godina                                        | 1791.                    | 1834.                    | 1854.                    | 1869.                    | 1880.                    | 1890.                    | 1900.                    | 1910.                    | 1921.                    | 1930.                    | 1947.                    | 1960.                    | 2006.                    |
| --------------------------------------------- | ------------------------ | ------------------------ | ------------------------ | ------------------------ | ------------------------ | ------------------------ | ------------------------ | ------------------------ | ------------------------ | ------------------------ | ------------------------ | ------------------------ | ------------------------ |
| Stanovništvo                                  | 845                      | 1.057                    | 1.131                    | 1.256                    | 1.399                    | 1.474                    | 1.783                    | 2.062                    | 2.012                    | 2.101                    | 2.155                    | 2.157                    | 2.255                    |
| Izvor: Knjiga – Vlastivěda moravská Vyškovsko |                          |                          |                          |                          |                          |                          |                          |                          |                          |                          |                          |                          |                          |

## Vanjske poveznice
- (češ.) Službene stranica općine Drnovice
- (češ.) Dobrovoljno vatrogasno društvo Drnovice